# Districte de Chingleput
El districte de Chengalpat o Chingleput o Chenglapet o Chengalpattu (Ciutat de rajoles) fou una divisió administrativa de la presidència de Madras avui a l'estat de Tamil Nadu. La superfície era (1881) de 7.361 km² i la població de 981.381 animes; el 1901 la superfície consta com 7.974,5 km² i la població el 1871 de 938.184; el 1881, de 981.381; el 1891 d'1.202.928 i el 1901 d'1.312.122 habitants. Tenia al nord el districte de Nellore; al sud el districte de South Arcot, a l'oest el districte de North Arcot i a l'est la badia de Bengala. Tenia 6 ciutats i 1997 pobles. Li donava nom la ciutat de Chengalpat o Chingleput o Chenglapet o Chengalpattu però la capital era a Saidapet.

## Història
Fins al segle viii el país va pertànyer als pallaves que tenien capital a Kanchi, moderna Conjeevaram. Al segle VII el regne s'estenia del Narbada i Orisa al nord, fins al riu Ponnaiyar al sud, i de la badia de Bengala a l'est fins a una línia que anava entre Salem (Tamil Nadu), Bangalore i Berar a l'oest. El principal monument que van deixar fou els temples monolítics de Mahabalipur coneguts com les Set Pagodes. Vers el 760 la dinastia Pallava es va acabar i el territori va passar als Ganga occidentals de Mysore; els rashtrakutes de Malkhed, van envair la zona i van ocupar Kanchi al començament del segle ix i altre cop a la meitat del segle X. Després va passar als Cola el rei dels quals, Rajaraja Deva, estava al cim del seu poder; els Cola van declinar al segle XIII i el territori va passar als Kakatya de Warangal mentre una branca dels Cola governada a Kanchi i rodalia com a vassalls seus. Vers 1393 el territori va passar al regne de Vijayanagar.
Després de la derrota del regne de Vijayanagar el 1565 contra els sultanats musulmans, els rages es van refugiar a Chandragiri i Vellore i probablement van dominar la fortalesa de Chengalpat. És possible que fos en el regnat de Sri Ranga Raya II, que el seu nayak (virrei) a Chengalpat o Chingleput va cedir el lloc on després es va construir Fort Saint George i Chennai als britànics, el 1639. Vers el 1650 els nayaks eren vassalls dels kutubshàhides de Golconda. Caigut aquest sultanat els nayaks es van fer vassalls de l'Imperi Mogol i en algun moment del segle XVIII foren eliminats.
El 1760 el territori llavors considerat un jagir, fou cedit a la Companyia Britànica de les Índies Orientals a perpetuïtat per Wala Jah Muhammad Ali Khan (1749-1795), nawab d'Arcot, pels serveis fets a ell mateix i al seu pare; l'emperador Shah Alam II va ratificar aquesta concessió el 1763; entre 1763 i 1780 va ser adminisrtrat de facto pel nawab i dues vegades assolat per Haidar Ali de Mysore (1768 i 1780); la segona vegada el va despoblar i el que no van fer les armes ho va completar la fam que va seguir. El 1784 es va dividir en 14 zamindaris però el 1788 es va parcel·lar en col·lectorats que el 1793 foren units en un districte. El 1801 li foren units la divisió de Sattiawad i el territori de Pulicat (colònia holandesa, la primera a l'Índia, establerta el 1609, que va ser cedida als britànics el 1825 junt amb altres factòries a canvi dels establiments britànics a Sumatra) si bé aquesta darrera comarca fou agregada el 1804 a North Arcot i no fou reunida altre cop fins a 1850. Dues talukes i altres territoris foren incorporats el 1850. El 1860 li fou agregada la ciutat de Madras, però el 1870 es va tornar a l'administració anterior.

## Població
- 1795-1796, 217.372
- 1850, 583.462
- 1859, 603.221
- 1866, 804.283
- 1871, 938.184
- 1881, 981.381 (cens del 17 de febrer de 1881)

Hi havia en total 2003 pobles i estava dividit en 6 talukes: 
- Chengalpat o Chingleput
- Conjeveram
- Madhurantakam o Madurantakam
- Ponneri
- Saidapet
- Tiruvallur

El 1901 seguia el mateix repartiment en 6 talukes i la capital restava a Saidapet.